# 37 Comae Berenices
Désignations
37 Comae Berenices (en abrégé 37 Com) est une étoile variable de la constellation boréale de la Chevelure de Bérénice. Elle est visible à l'œil nu avec une magnitude apparente de base de 4,88. Elle porte également la désignation d'étoile variable de LU Comae Berenices. Elle s'est également vu attribuer une autre désignation de Flamsteed correspondant à la constellation proche des Chiens de chasse de 13 Canum Venaticorum. D'après la mesure de sa parallaxe annuelle par le satellite Gaia, l'étoile est distante d'environ 189 pc (∼616 al) de la Terre. Elle se rapproche du Système solaire à une vitesse radiale héliocentrique de −14,3 km/s.
37 Comae Berenices est connue pour être un système d'étoiles triple large,. Sa composante primaire, 37 Com Aa, est une étoile géante vieillissante, actuellement située dans le trou de Hertzsprung et de type spectral G9 III CH-2 CN-1. C'est une weak G-band star, un type d'étoile géante lumineuse dont l'abondance en carbone est inférieure d'un facteur 5 à celle des étoiles typiques. C'est également une étoile variable, probablement du type RS CVn avec une amplitude de 0,15 en magnitude visuelle, et elle montre de l'activité magnétique. Elle tourne rapidement sur elle-même pour une étoile géante, complétant une rotation en 111 jours. Elle est 5,25 fois plus massive que le Soleil, son rayon est 38 fois plus grand que le rayon solaire et sa température de surface est de 4 625 K.
L'étoile possède un compagnon proche, 37 Com Ab, mis en évidence durant la mission d'Hipparcos mais qui reste mal connu. La troisième composante du système, 37 Com B, est une étoile de treizième magnitude plus distante qui, en date de 2017, était localisée à une distance angulaire de 5,3 secondes d'arc et selon un angle de position de 350° de 37 Com A.